# Sport

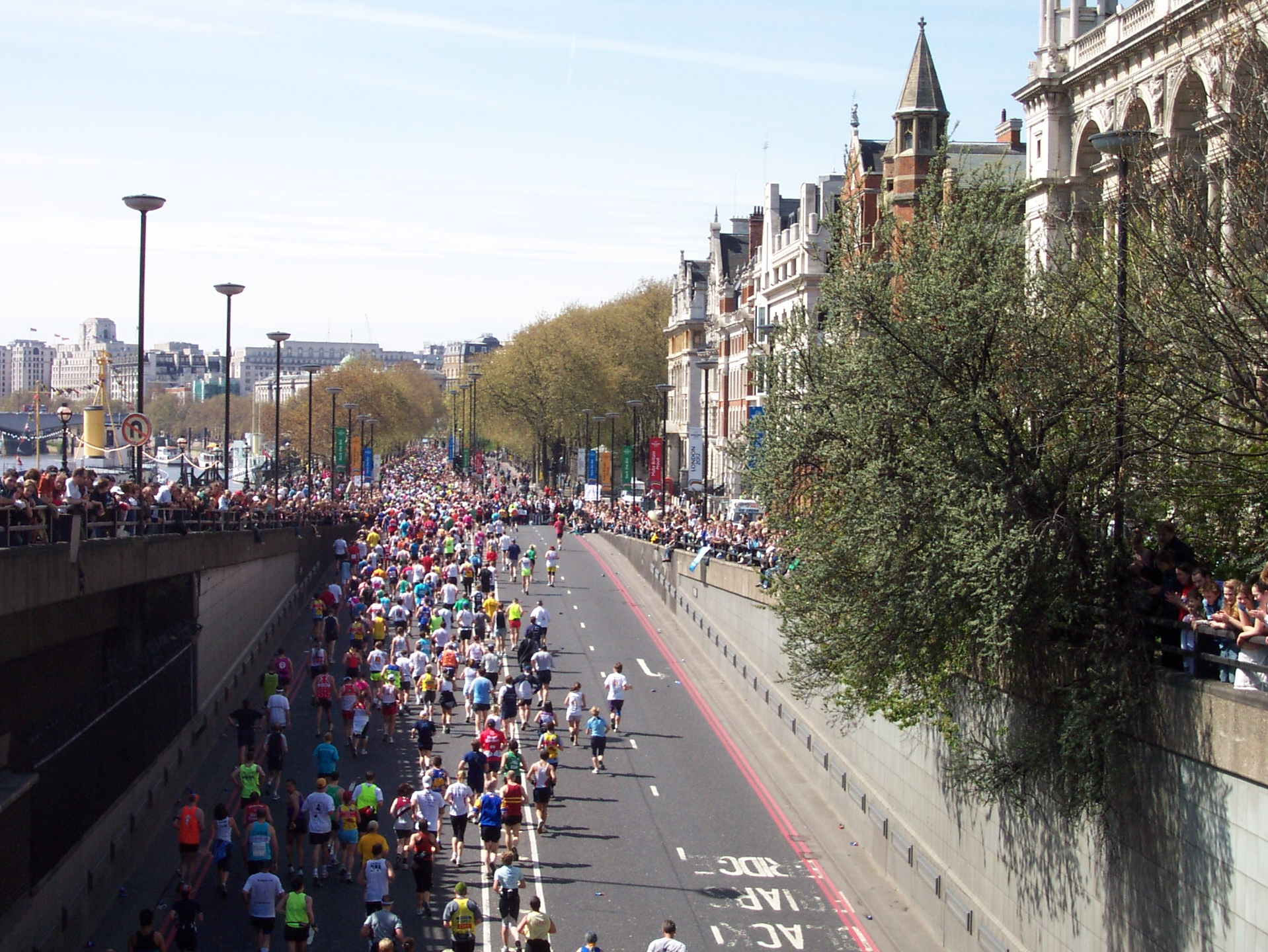
La maratona di Londra, edizione 2005: le gare di corsa a piedi, nelle loro varie specialità, rappresentano la forma di sport più antica e tradizionale.

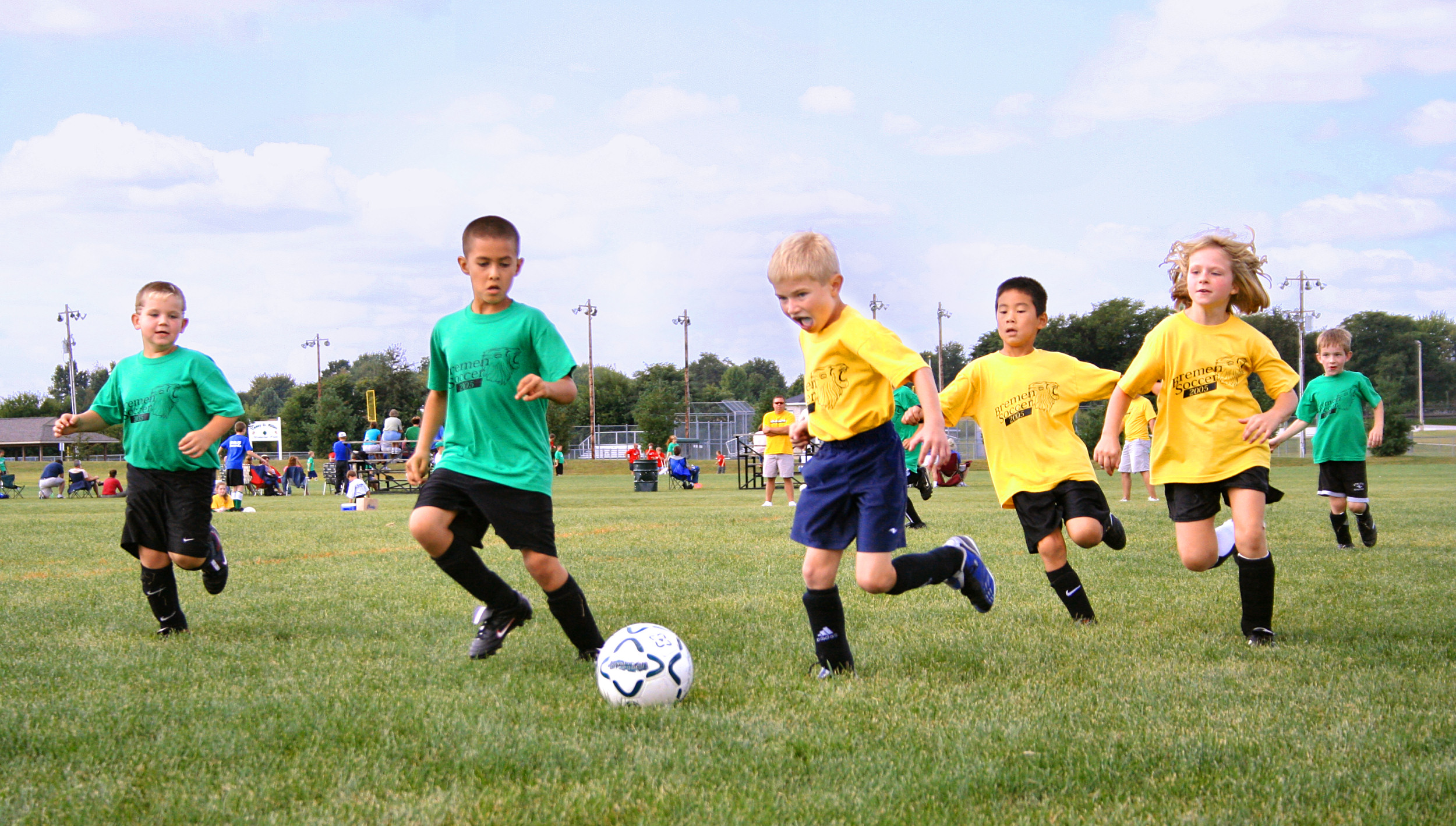
Il calcio, uno sport di squadra che offre l'opportunità di coltivare la forma fisica e anche le abilità di interazione sociale.

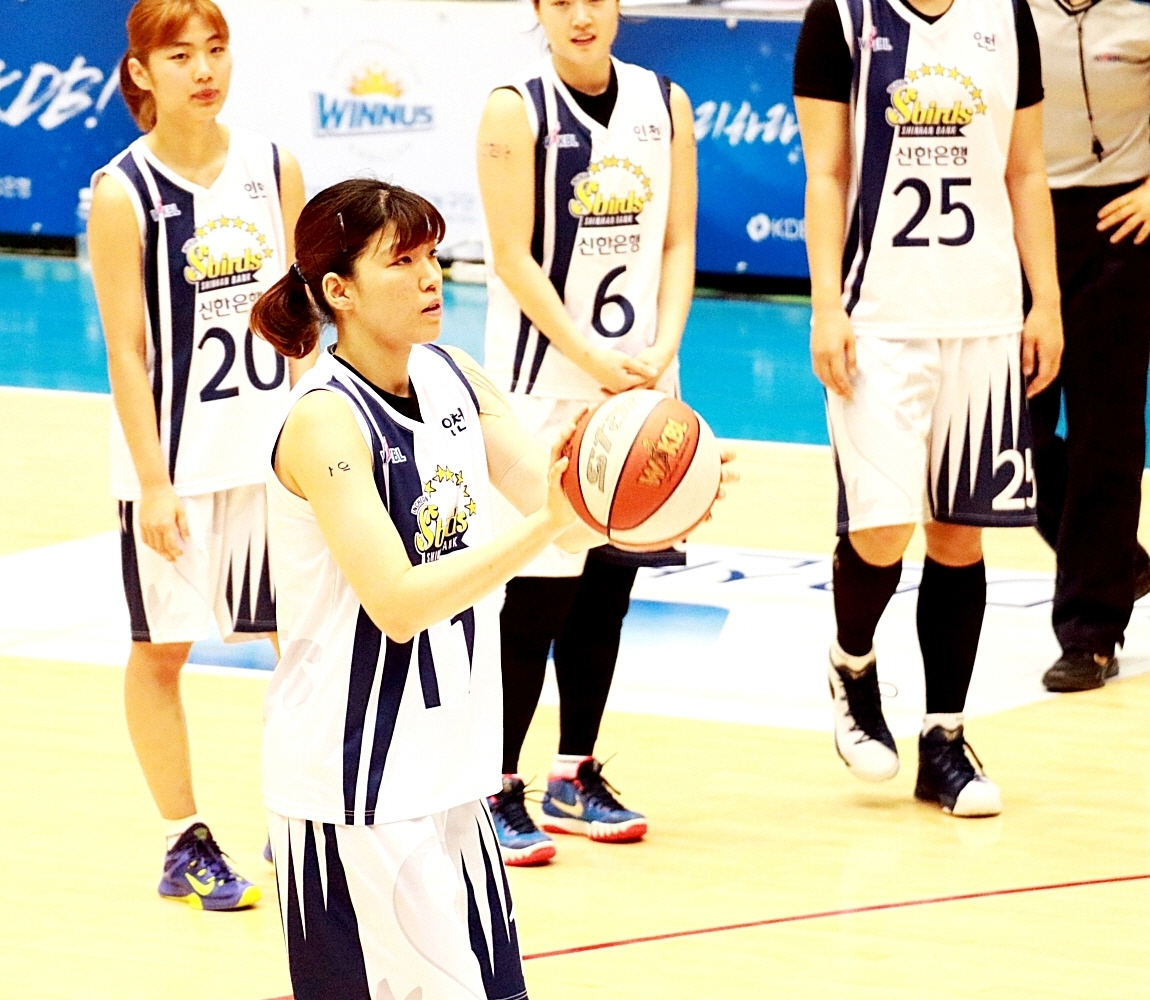
Pallacanestro

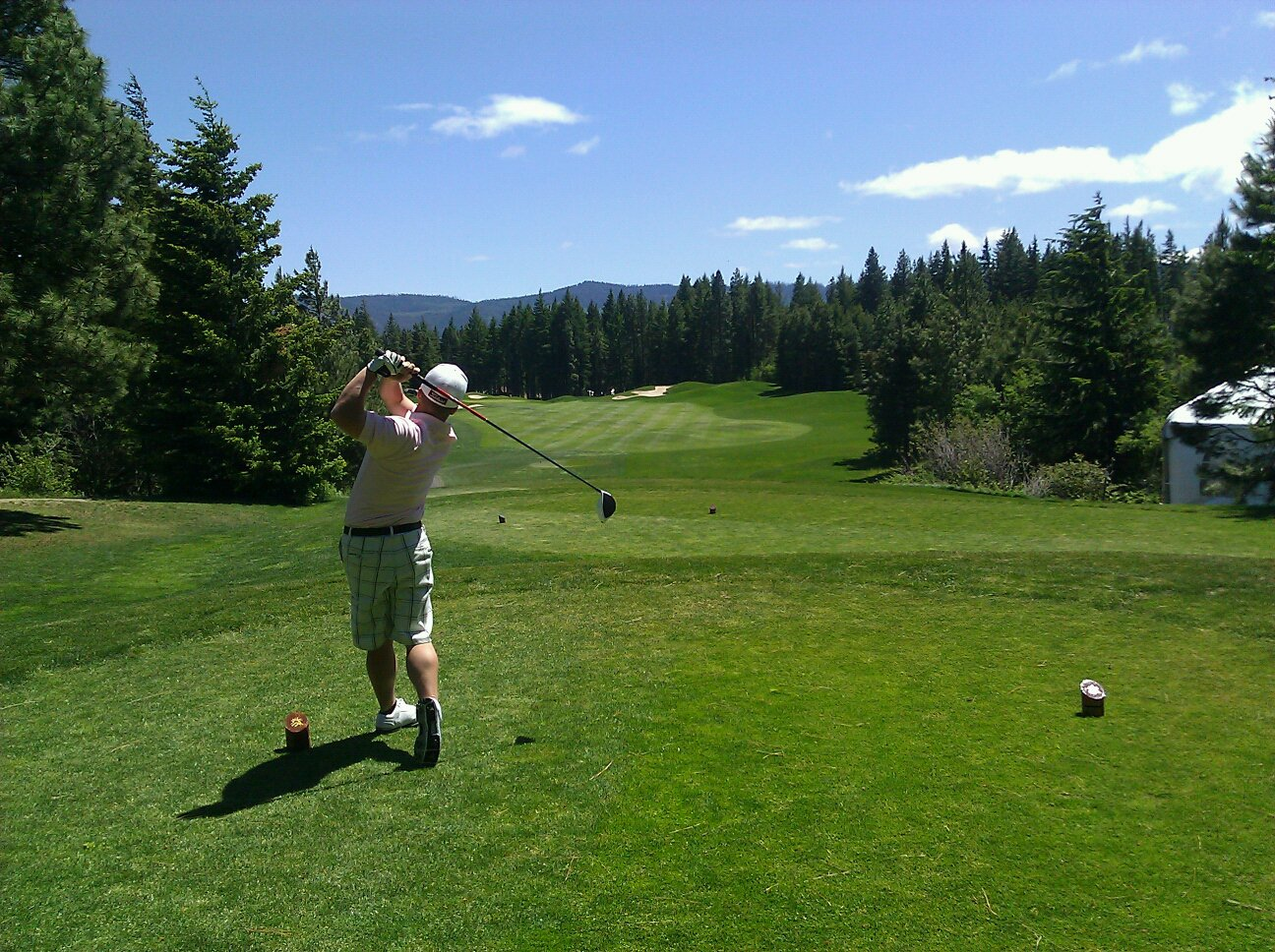
Golf

Lo sport è qualsiasi forma di attività che mira a utilizzare, mantenere o migliorare le capacità e le abilità psicofisiche, fornendo divertimento ai partecipanti e, in alcuni casi, intrattenimento agli spettatori. Lo sport è svolto talvolta come competizione sportiva, altre volte per puro diletto o per mantenere la forma fisica.
Con il termine sportivo vengono definiti sia gli atleti praticanti sia gli spettatori fruitori degli spettacoli sportivi.

## Descrizione
Lo sport può, attraverso la partecipazione casuale o organizzata, migliorare la salute fisica dei partecipanti, anche se non mancano incidenti, malattie professionali, sovrallenamenti e dipendenze. Esistono numerosissimi sport, da quelli tra singoli concorrenti, a quelli con centinaia di partecipanti simultanei, sia in squadra che in competizione come individui. In alcuni sport come le corse, più concorrenti possono competere, contemporaneamente o consecutivamente, con un vincitore; in altri, la gara (una partita) è tra due parti, ciascuna che tenta di superare l'altra. Alcuni sport consentono un "pareggio", in cui non esiste un unico vincitore; altri forniscono metodi di spareggio per garantire un vincitore e un perdente. Un certo numero di gare può essere organizzato in un torneo che permette un campione.
Lo sport è generalmente riconosciuto come un sistema di attività basato sull'atletismo fisico o sulla destrezza fisica, con le principali competizioni come i Giochi olimpici che ammettono solo sport che soddisfano questa definizione. In una definizione più ampia però anche discipline competitive che richiedono abilità non strettamente fisiche, come gli scacchi o il bridge, sono considerate sport. Nel caso di cui un atleta svolga una disciplina sportiva ricevendo un compenso, si parla di sport professionistico.
Lo sport è solitamente regolato da una serie di regole o costumi, che servono a garantire una concorrenza leale e consentono un giudizio coerente del vincitore. La vittoria può essere determinata da eventi fisici come segnare gol o tagliare per primo una linea di traguardo. Può anche essere determinato da giudici che valutano elementi della prestazione sportiva, comprese misure oggettive o soggettive come la prestazione tecnica o l'impressione artistica. Lo sport più accessibile e praticato al mondo è la corsa, mentre il calcio è lo sport per spettatori più popolare.
In antropologia lo sport è considerato un genere di gioco di carattere culturale, difatti a differenza del gioco che è un'attività spontanea presente anche negli animali, lo sport è tipicamente umano con notevoli differenze a seconda delle culture. Storicamente ed in parte anche oggi, lo sport è stato appannaggio di elite maschili. Attualmente vige nelle maggior parte delle discipline una separazione dei sessi ed in alcuni casi è previsto il test del sesso.

## Etimologia
Il termine è un'abbreviazione dell'inglese «disport», a sua volta derivato dal francese «desport», che in antico francese significa divertimento, piacere fisico o spirituale. In italiano sarebbe traducibile con "diporto", termine oggi riservato alla navigazione sportiva, ma che fu proposto in Italia durante il fascismo, nell'ambito della politica di italianizzazione dei termini di origine straniera.

## Storia e aspetto culturale
(Pierre de Coubertin, citando il vescovo anglicano Ethelbert Talbot)

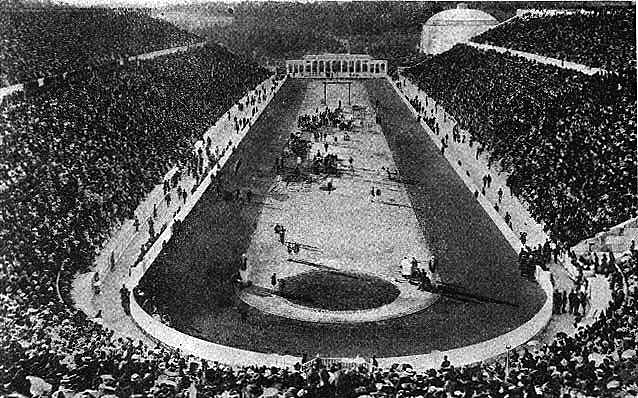
Spettatori ai Giochi olimpici non ufficiali del 1906

Per le civiltà primitive, l'attività fisica — sia pur priva dei connotati agonistici che l'avrebbero caratterizzata in seguito — era un modo utile per approfondire la conoscenza della natura ed applicare una maggiore padronanza su di essa. La diffusione della pratica sportiva nella maggioranza delle società contemporanee è indice dell'importanza che lo sport assume in senso sociale, ma anche economico e politico. Può inoltre far parte della cultura di una società, legandosi ai cambiamenti che la contraddistinguono: una disciplina che contribuisca ad affermare l'identità di uno Stato è chiamata — talvolta anche con finalità legislative — sport nazionale.
Relativamente all'aspetto ludico, è da notare come lo sport sia diffuso soprattutto presso quelle realtà sociali i cui mezzi economici e culturali ne permettano la pratica. Talune discipline richiedono infatti specifiche attrezzature per poter essere praticate, dalle più semplici (quali i giochi con la palla) alle più complesse (come gli sport che prevedono l'utilizzo di motori). Esistono tuttavia discipline che non richiedono strumenti particolari, rendenone possibile l'accesso anche a popolazioni con minori disponibilità economiche: in tal senso, i successi sportivi possono venire visti come una forma di riscatto sociale.
Un'altra concezione è quella secondo cui lo sport possa trasmettere valori universali, tra cui la socializzazione e il rispetto sia tra compagni che tra avversari: una definizione ufficiale di quest'ultimo aspetto è ravvisabile nel cosiddetto fair play. Per contro, non mancano critiche secondo cui lo sport venga utilizzato - in determinati contesti influenzati da fattori economici o sociali - come mezzo di propaganda politica, favorendo persino l'affiorare di aspetti deleteri (non ultimo il razzismo).
Fattori che determinano il successo e la diffusione di uno sport sono — tra gli altri — la semplicità dei regolamenti (che ne determinano la comprensione e il seguito presso i tifosi) e l'attenzione riservata dai mass media. Gli appassionati possono infatti contare sull'ampia reperibilità di informazioni, sia tramite fonti cartacee (tra cui La Gazzetta dello Sport) che on-line (molti atleti e squadre dispongono infatti di siti ufficiali). Non da ultimo, i fondamenti etici dello sport e le movenze di base sono insegnate a scuola sin dalla tenera età: l'organizzazione prende il nome di educazione fisica.

### Lo sport nella Preistoria

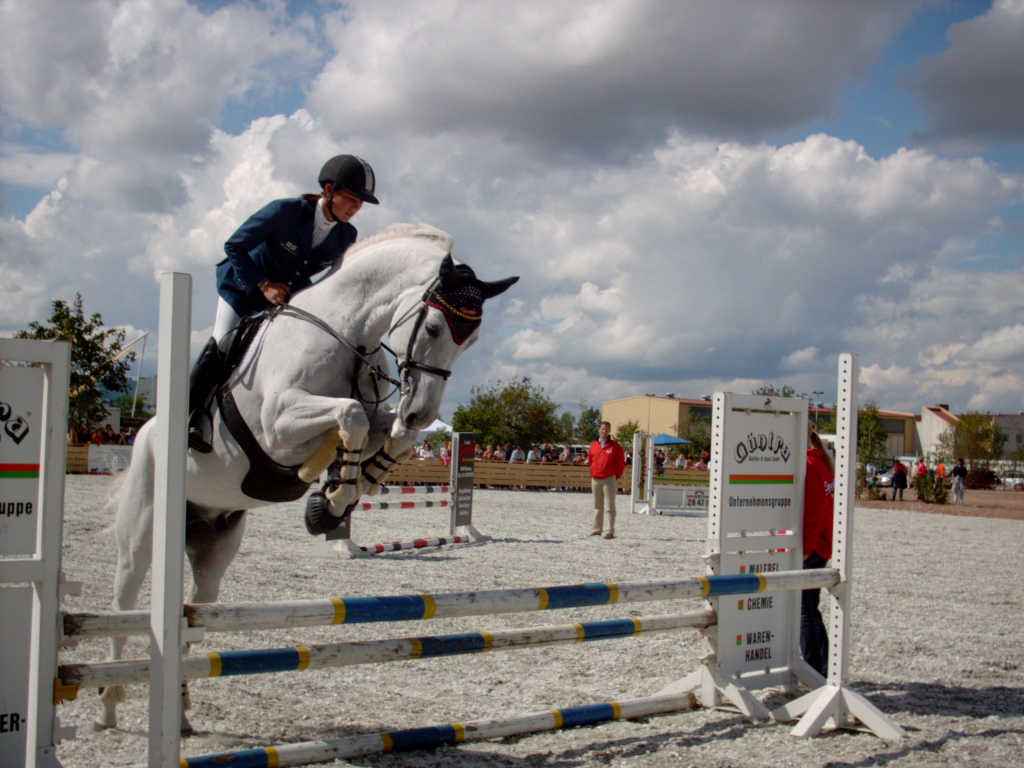
Salto ostacoli, uno sport equestre

Nel corso del XIX secolo molte scoperte di esempi di arte rupestre sono state effettuate in Francia, per esempio a Lascaux, in Africa e in Australia, che dimostrano come in tempi preistorici vi fosse un interesse da parte degli uomini primitivi per attività che non fossero direttamente legate alla ricerca di cibo e alla sopravvivenza, ma che possiamo definire invece come svago o riti di buon auspicio.
Le tribù primitive africane, americane e oceaniane analizzate da etnografi dell'Ottocento hanno conservato per millenni il senso e il carattere delle esercitazioni sportive e consentirono di formulare alcune ipotesi sull'evoluzione degli esercizi, dal loro originario scopo pratico a quello successivo ritualistico nell'ambito di cerimonie religiose o festive.
Secondo molti storici dello sport, tra i quali Antonino Fugardi, questa linea evolutiva può essere applicata, a grandi linee, anche allo sviluppo dell'attività sportiva europea e asiatica.

### Origini dello sport

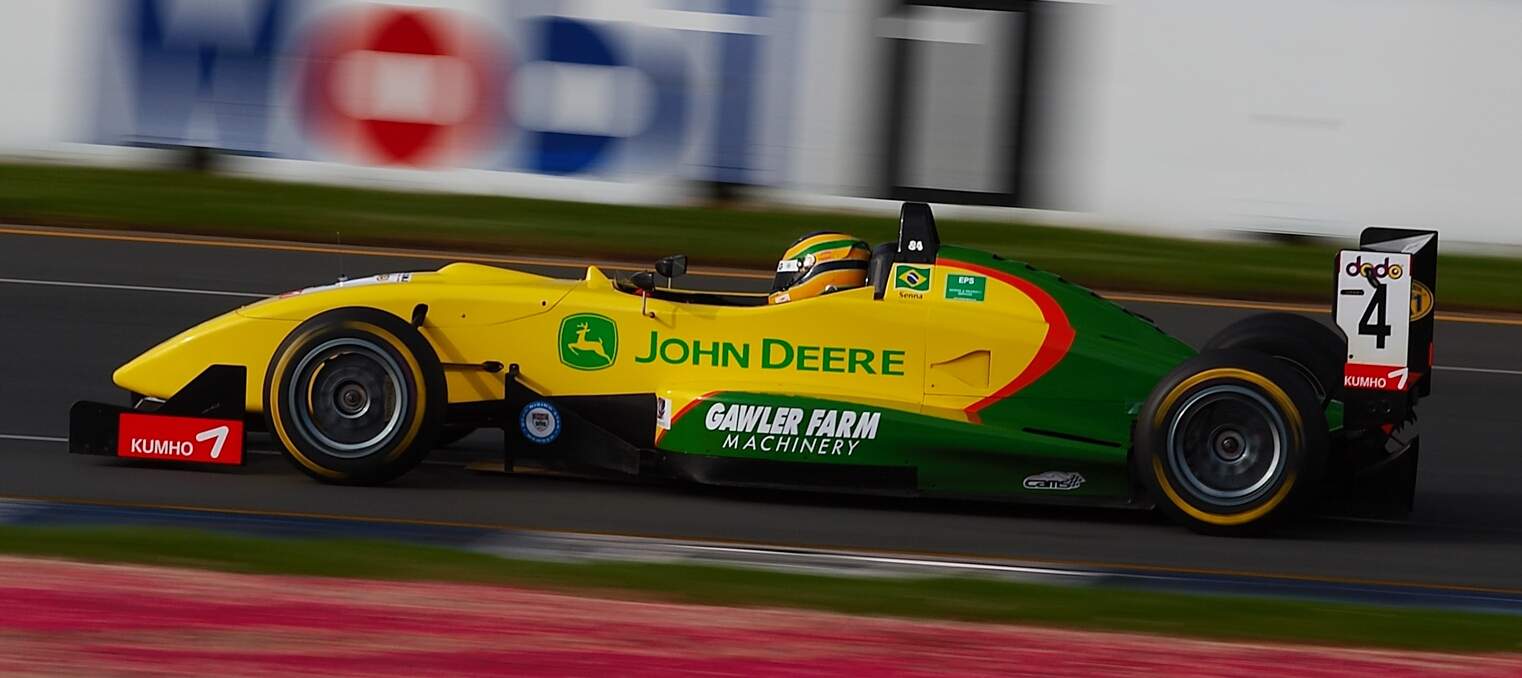
Gli sport motoristici sono comparsi dall'avvento dell'età moderna

Le esercitazioni sportive erano in un primo tempo singole, poi divennero collettive e praticate anche dalle donne sin dal Medioevo; l'esercizio più diffuso e più antico dovette essere la corsa, alla quale si aggiunsero, subito dopo, i lanci e i salti, utili per la caccia e per le guerre.
Ben presto emersero altre manifestazioni indispensabili per la sopravvivenza, dalle quali derivarono il nuoto, la canoa, l'equitazione, la lotta, il pugilato, la scherma contemporanee, a cui si aggiunsero giochi con palle costituite di erba e di grossi frutti.
Inizialmente queste manifestazioni non mostrarono caratteristiche prevalentemente agonistiche, bensì, soprattutto quelle di gioco e di intrattenimento. 
In tempi successivi, gli esercizi assunsero un duplice aspetto: quello medico-spirituale-ginnico sviluppato maggiormente in Oriente, e quello atletico-rituale prosperante nel bacino del Mediterraneo. In Occidente prevalsero l'aspetto atletico, la cura del vigore muscolare e la resistenza alle fatiche a fini militari.

### Antico Mediterraneo e Medio Oriente
Gli ebrei praticavano il tiro con fionda, il tiro con l'arco ed una gara di forza basata sul sollevamento di un macigno chiamata "gioco della pietra di paragone". Illustrazioni dell'età della pietra che ritraggono uomini nuotare e tirare con l'arco sono state ritrovate nel deserto libico.
Presso altri popoli, come i Babilonesi, gli Assiri, i Medi, i Persiani, gli Etruschi, i Cretesi, i giochi basati sulle abilità e la vigoria fisica, proprio per le loro caratteristiche espressive di forza e di vitalità, vennero utilizzati per manifestare la gratitudine per questi doni alle divinità che li concedevano e quindi furono inclusi nelle cerimonie sacre di implorazione e di propiziazione, insieme alle danze ed il canto. Successivamente, i giochi sportivi furono inseriti nelle cerimonie funebri, per onorare re e condottieri, che erano divenuti tali grazie, anche, alla loro doti fisiche e morali e alla loro maestria guerresca.

### Sport nell'Antico Egitto
Le iscrizioni sugli antichi monumenti egiziani indicano che già al tempo dei faraoni venivano praticate molte attività sportive a scopo essenzialmente ludico: lotta, ginnastica, pugilato, nuoto, canottaggio, pesca, atletica e vari generi di giochi con la palla.
I faraoni, nonché i dignitari e gli uomini di stato dell'antico Egitto assistevano a gare sportive con assiduità e ne favorivano lo svolgimento promuovendo la costruzione delle strutture necessarie.
Dai geroglifici è stato possibile stabilire che già millenni prima dei greci, gli antichi egiziani avevano provveduto a stilare le regole di base per alcuni giochi, ad affidare il controllo della regolarità delle gare a un arbitro neutro, a dotare i giocatori di uniformi, e ad ornare i vincitori assegnando loro collari di fogge particolari. Sia al vincitore sia al perdente veniva reso omaggio, al primo per la sua superiorità ed al secondo per lo spirito sportivo.

### Sport dell'Antica Grecia

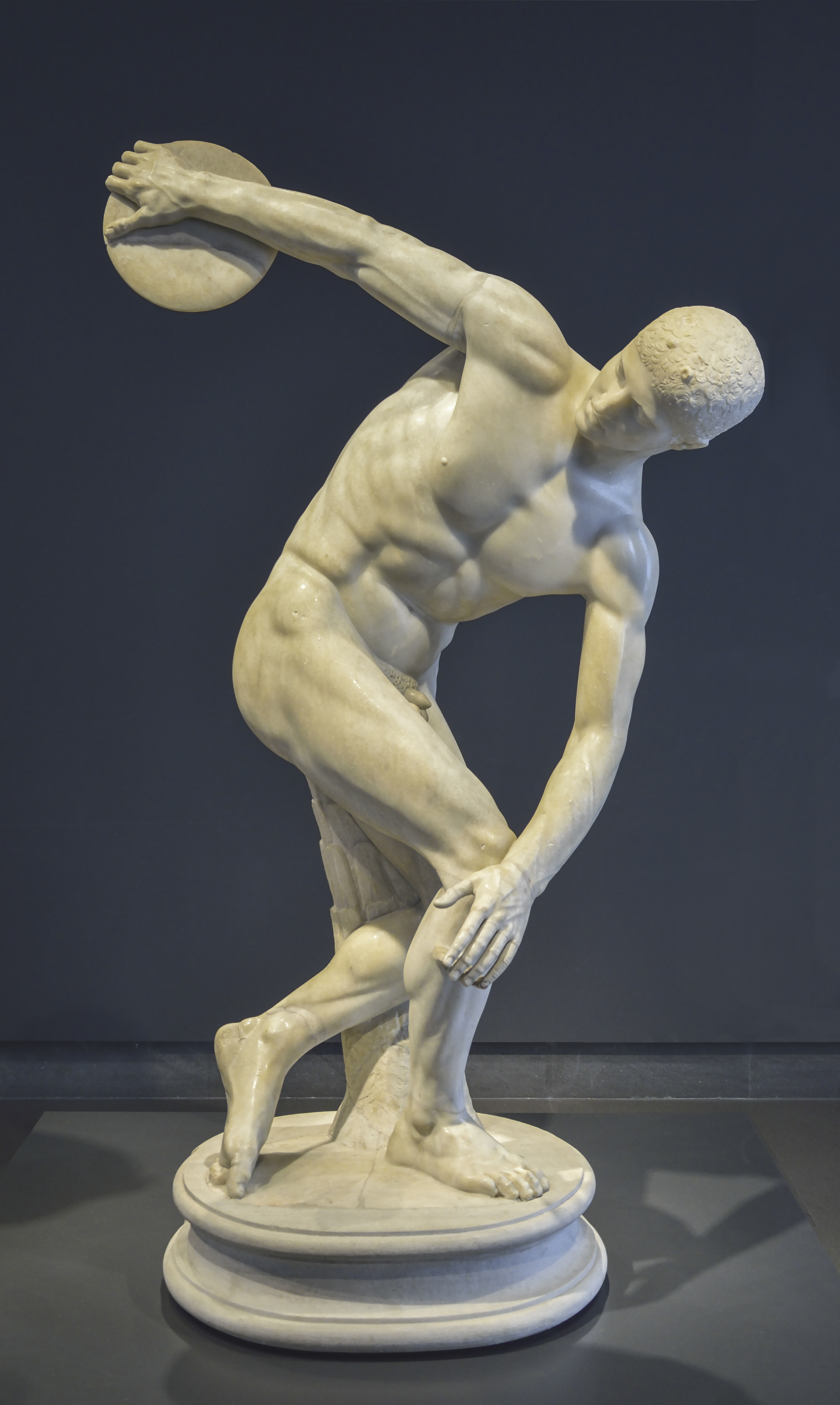
Il cosiddetto discobolo Lancellotti

Una vasta gamma di sport era già praticata ai tempi dell'antica Grecia: la corsa, il salto in lungo, la lotta, il pugilato, il tiro del giavellotto, il lancio del disco, la gara dei carri da guerra e il pentathlon erano quelli prevalenti. Questa predilezione sta a indicare l'influenza predominante che la cultura militare nell'antica Grecia ebbe sullo sviluppo degli sport ad essa più legati e viceversa.
Secondo la leggenda fu Ercole a fondare, in segno di ringraziamento a Zeus, i giochi sacri di Olimpia dopo aver superato la sua settima delle dodici fatiche previste, e la prima edizione fu omaggiata dalla partecipazione di Apollo e Marte; dopodiché caddero in oblio per alcuni secoli finché il re Ifito ripristinò i Giochi olimpici, nel 776 a.C. con l'intento di salvaguardare la neutralità della sua patria. Si tenevano in onore di Zeus ogni quattro anni ad Olimpia, un piccolo villaggio del Peloponneso.
Le Olimpiadi non erano solamente un avvenimento sportivo, ma erano la celebrazione dell'eccellenza individuale, della varietà culturale ed artistica dell'intera cultura greca e, soprattutto, erano l'occasione per onorare la massima divinità religiosa. Il vincitore delle Olimpiadi veniva considerato "l'uomo più potente del mondo" e veniva immortalato in statue o poemi. Gli atleti erano tutti maschi, mentre alle donne era proibito partecipare.

### Antica Roma
La cultura romana, come quella ellenistica, celebrava l'esaltazione della competizione fisica. L'attività sportiva non competitiva veniva praticata prevalentemente nell'ambito delle terme come parte fondamentale di quella cultura del benessere che era un pilastro della società romana.
Già ai tempi della fondazione della città venivano celebrate feste religiose all'interno delle quali erano previste gare sportive.
Il termine ludi, che indicava generalmente le competizioni sportive, deriva probabilmente dall'etrusco, come gran parte dell'attività sportiva romana.
I ludi erano organizzati dai membri della classe sacerdotale ed alle gare partecipavano i giovani appartenenti alla nobiltà. La sacralità dell'evento sportivo, carattere comune all'attività dello sport in Grecia, a Roma venne però lentamente sostituita dall'aspetto spettacolare, dal desiderio di intrattenimento collettivo.
Sin dai resoconti più antichi gli sport o giochi praticati a Roma comprendevano anche le specialità olimpiche greche, ma tra queste il favore del pubblico era riservato ai giochi più violenti come il pugilato e la lotta ed in particolare al pancrazio, una variante del pugilato molto violenta e dalle conseguenze a volte fatali. L'esasperazione della componente violenta della competizione nell'antica Roma è facilmente riscontrabile nel costante successo che ebbero tra la popolazione i combattimenti dei gladiatori, che vennero ben presto utilizzati come stabilizzatori sociali. In questo senso va vista la costruzione in molte città dell'impero di grandi anfiteatri, come il Colosseo.

### Antica Cina
I ritrovamenti di artefatti e edifici antichi suggeriscono che la civiltà cinese avesse iniziato a praticare attività atletiche che possono essere assimilate alla moderna concezione di sport fin dal 4000 a.C. Lo sviluppo delle antiche discipline sportive in Cina sembra sia da collegare allo sviluppo di altre attività dell'uomo: l'agricoltura, l'artigianato, la guerra e l'intrattenimento.
L'attività sportiva maggiormente popolare nell'antica Cina sembra fosse la ginnastica.
Grazie ai monaci buddisti ci sono giunte regole risalenti all'anno 3000 a.C. che prevedevano di effettuare flessioni, torsioni, atti respiratori. Gli stessi maestri del Tao insegnavano la ginnastica perché garantiva la salute del corpo e l'immortalità dell'anima. Dalla ginnastica può essere facilmente fatto risalire sia lo sviluppo in Cina delle arti marziali (tra cui il più famoso stile è sicuramente il Kung-Fu del tempio Shaolin), sia la tradizione acrobatica degli artisti del circo tradizionale cinese.

### Agonismo cristiano

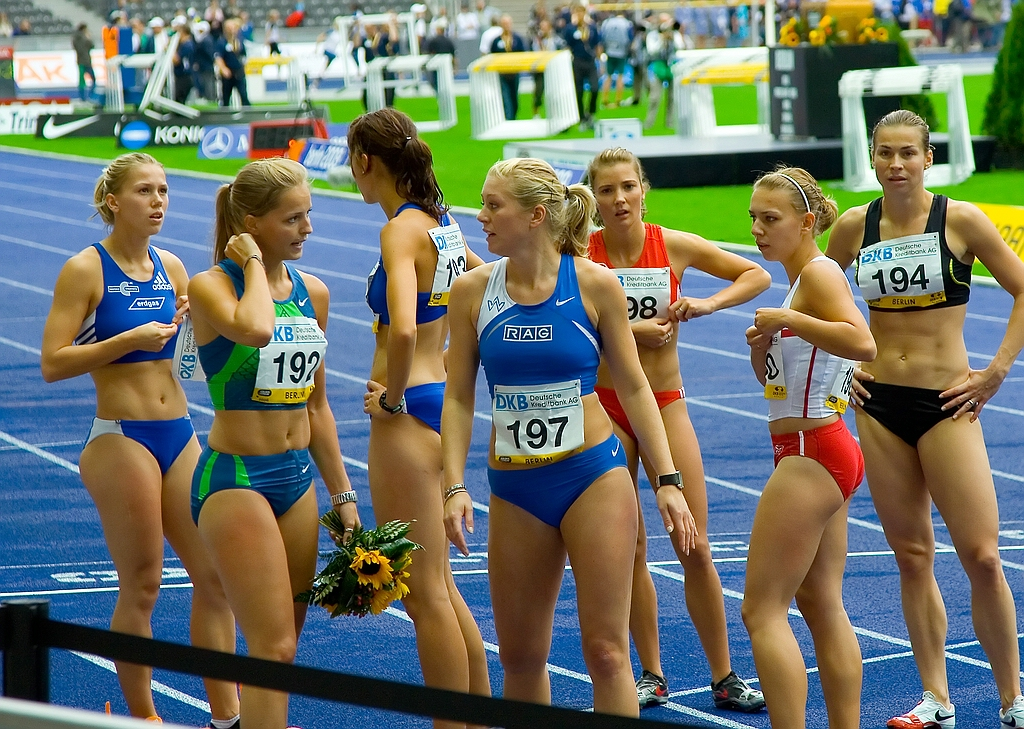
Atleti di livello internazionale presso l'ISTAF di Berlino, 2006

Nel 393 le Olimpiadi vennero soppresse, ma nel bacino del Mediterraneo stava nascendo un agonismo ispirato alla spiritualità evangelica e all'influenza di culture nordiche. Queste furono le materie prime della nascente "cavalleria".
Punti fermi della preparazione fisica restarono la corsa, i salti, la lotta, la scherma, i lanci, le cavalcate. I tornei cavallereschi entusiasmarono per secoli l'Occidente e ancora adesso la definizione "cavalleresco" indica un comportamento sportivo esemplare.

### Medioevo
Nel Medioevo si diffusero altre manifestazione sportive che avranno una immensa fortuna anche nei secoli seguenti: i giochi della palla.
Mentre la "cavalleria" era uno sport aristocratico, nel quale il popolo era relegato solo al ruolo di spettatore, nei giochi con la palla il popolo assurgeva al ruolo di protagonista.
Intorno al X secolo, durante le feste religiose, al termine di una processione, il Vescovo lanciava una palla in mezzo a due squadre formate da numerosi giocatori, che se la contendevano. Pare che la prima manifestazione simile fu svolta a Vienna durante le celebrazioni pasquali.
Questa pratica, rapidamente, dilagò in Francia e in Spagna e fondò due tipi di discipline: una prevedeva l'uso dei piedi per muovere la palla, e nel corso dei secoli, sfociò nel calcio e nel rugby, l'altra utilizzava un bastone per colpire la palla e da essa si svilupparono il tennis, il golf, il baseball.
Solo in seguito si formarono le tecniche della palla giocata con le mani, forse perché considerate più facili o forse vietate, in precedenza, per motivi religiosi.

### Età moderna

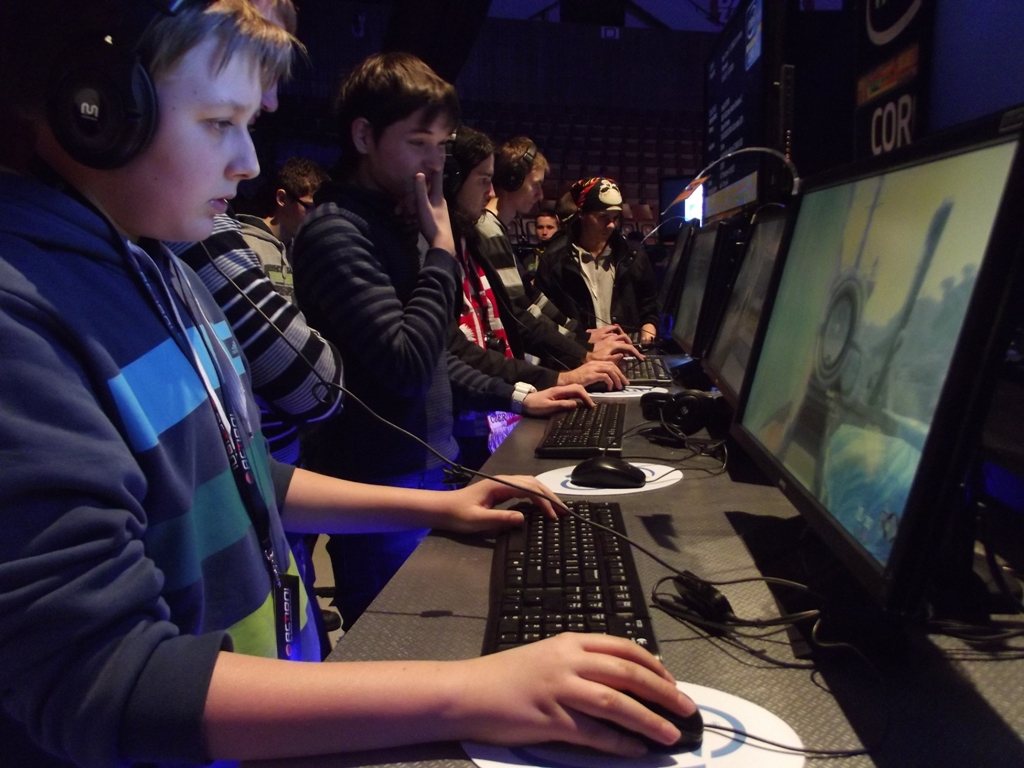
Gli sport elettronici sono uno sviluppo recente

Intorno agli inizi del '400 Fiore dei Liberi da Udine scrisse un manuale di scherma completo di figure chiarificatrici, mentre nel 1555 Antonio Scaino pubblicò un trattato sul gioco della palla, contenente, in pratica, già tutte le tecniche attualmente conosciute.
Ai primi del XVIII secolo l'inglese James Figg elaborò le regole del pugilato tratte dalla scherma.

### Rinasce la cultura sportiva
Spettò ai popoli britannici rielaborare e rilanciare la cultura sportiva, messa ai margini della società dall'illuminismo e dal romanticismo.
Fu Thomas Arnold (1795-1842), preoccupato dal dilagare dei vizi e degli ozi, a fondare la "pedagogia sportiva" moderna; proprio a lui dobbiamo l'invenzione anche del termine "sport", che lui interpretò come "educare divertendo", nel pieno rispetto della concezione di Vittorino da Feltre.
Un altro contemporaneo all'Arnold, lo svedese Enrico Ling, preoccupato per il cattivo stato di salute dei suoi connazionali, ideò una serie di regole ginniche definite "svedesi", e con lui un gruppo, sempre più folto, di intellettuali e di educatori richiese a gran voce il ritorno della attività fisica e di gioco per sviluppare in modo armonioso il corpo e la psiche.

## Sport dilettantistico e professionistico

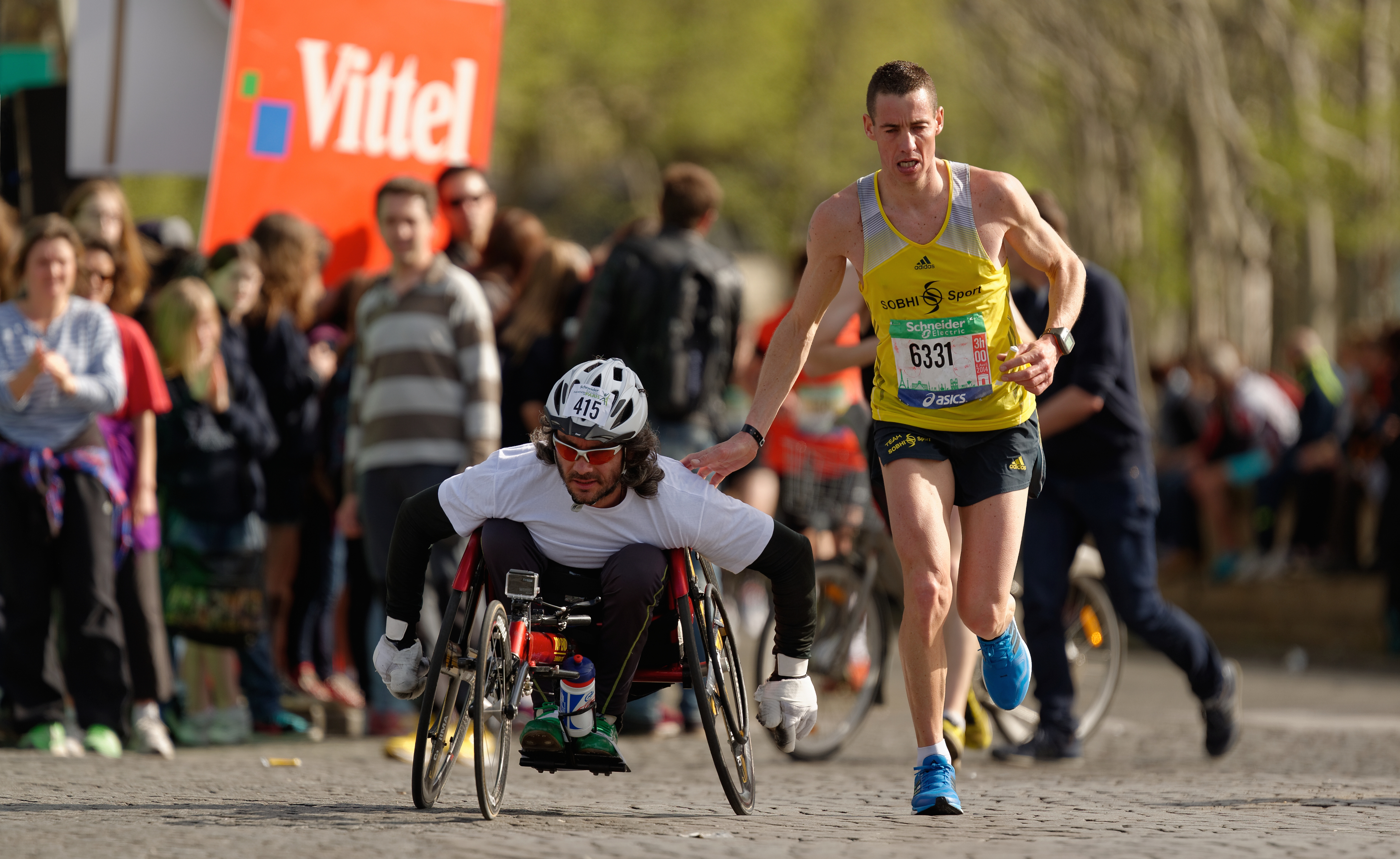
Un corridore dà un colpetto amichevole sulla spalla a un corridore su sedia a rotelle durante la Marathon International de Paris (Maratona di Parigi) nel 2014

In Italia lo sport professionistico è regolamentato dalla legge 91 del 1981, che stabilisce le modalità di divisione in dilettantistico e professionistico. Solo alcuni sport sono stati dichiarati dalla federazione sportiva di appartenenza professionistici (calcio, pallacanestro, golf e altri). Tutti gli altri sono dilettantistici.
Nello sport dilettantistico l'atleta non riceve alcuno stipendio per lo svolgimento dello sport, dando come presupposto che stia esercitando la pratica sportiva solo per funzioni ludico/ricreative, laddove nel professionismo esso riceve compensi per le sue prestazioni. Resta la possibilità di ricevere dei compensi a tassazione nulla o agevolata e dei rimborsi spese, senza perdere lo status di Sportivo Dilettante.
La differenza di approccio — dilettantistico e professionistico — ha anche talora mutato la natura dello sport a seconda del regime in cui vengano praticati.
Gli atleti professionisti vengono pagati per svolgere la propria attività e possono essere considerati dei lavoratori dello spettacolo a tutti gli effetti.
Di solito, solamente i migliori sportivi di ogni disciplina riescono a diventare dei professionisti e ciò fa in modo che gli eventi sportivi a cui partecipano i professionisti possano vantare delle prestazioni di livello più elevato rispetto allo standard dilettantistico.
In tutto il mondo, alcuni sport professionistici attraggono la gran parte dei praticanti, mentre le attività minori sono spesso ignorate (a seconda del luogo, gli sport più popolari cambiano, a causa delle diverse tradizioni). Queste ultime, si scontrano sia con problemi di visibilità mass-mediologica, sia con l'insufficiente copertura finanziaria da parte dei potenziali sponsor. Ciò comporta notevoli costi da sostenere per l'amatorialità dilettantistica e spesso questo si traduce in difficoltà logistiche difficilmente superabili senza l'intervento delle autorità pubbliche.
Secondo un'altra visione del problema, professionismo e dilettantismo operano, o dovrebbero operare, in sinergia. Il primo, mediante l'attenzione che i media e gli sponsor concentrano sui campioni sportivi, valorizza le caratteristiche spettacolari dello sport contribuendo a farlo conoscere maggiormente e ad attrarre, anche verso la pratica attiva, un numero maggiore di persone. Il secondo in termini di visibilità e possibilità economiche, di riflesso beneficia dei risultati dell'altro, fornendo nuovi praticanti e possibili nuovi campioni.
L'evento in cui il dualismo tra professionismo e dilettantismo ha avuto il maggior livello di contrasto è stato sicuramente l'Olimpiade, la più importante manifestazione sportiva a livello mondiale. Le olimpiadi hanno cadenza quadriennale e si dividono in olimpiadi estive e invernali. In tale occasione i migliori atleti provenienti da ogni parte del mondo, si cimentano nelle diverse discipline olimpiche. In occasione delle prime edizioni delle olimpiadi moderne, però, alle gare erano ammessi solo gli atleti dilettanti; nel corso degli anni, e sotto la spinta dell'opinione pubblica e degli sponsor, la regola subì varie deroghe e alla fine venne eliminata per permettere agli atleti professionisti, di solito i migliori delle varie discipline, di partecipare alle competizioni olimpiche.
Con questa decisione venne posta una pietra sopra l'ipocrisia che per decenni tenne in scacco la trasparenza dello sport agonistico, in quanto anche i presunti dilettanti sia del blocco comunista sia quelli occidentali, si allenavano ormai a tempo pieno con modalità scientifiche ottenendo rimborsi spese, talvolta, sostanziosi; queste modalità rischiarono di relegare quasi a un livello secondario le attività di studio e di lavoro, sia per il tempo profuso sia per un tornaconto sociale.
Inoltre quella che avrebbe dovuto essere la loro attività primaria per la loro sussistenza si rivelava, per lo più, a conti fatti, una carriera con le forze armate o di polizia, che grazie ai loro successi sportivi usufruiva di promozioni pressoché automatiche (atleta di stato). Nulla escludeva che da queste promozioni di carriera, gli atleti potessero ottenere, di riflesso, "guadagni" socio-economici. Nell'ideale olimpico, definito con la celebre massima dal barone Pierre De Coubertin "L'importante non è vincere, ma partecipare", possono in ogni caso essere condensati quei principi di lealtà, impegno e rispetto che dovrebbero essere alla base della pratica sportiva a ogni livello, sia che si tratti di atleti dilettanti che di professionisti.

## Classificazione degli sport

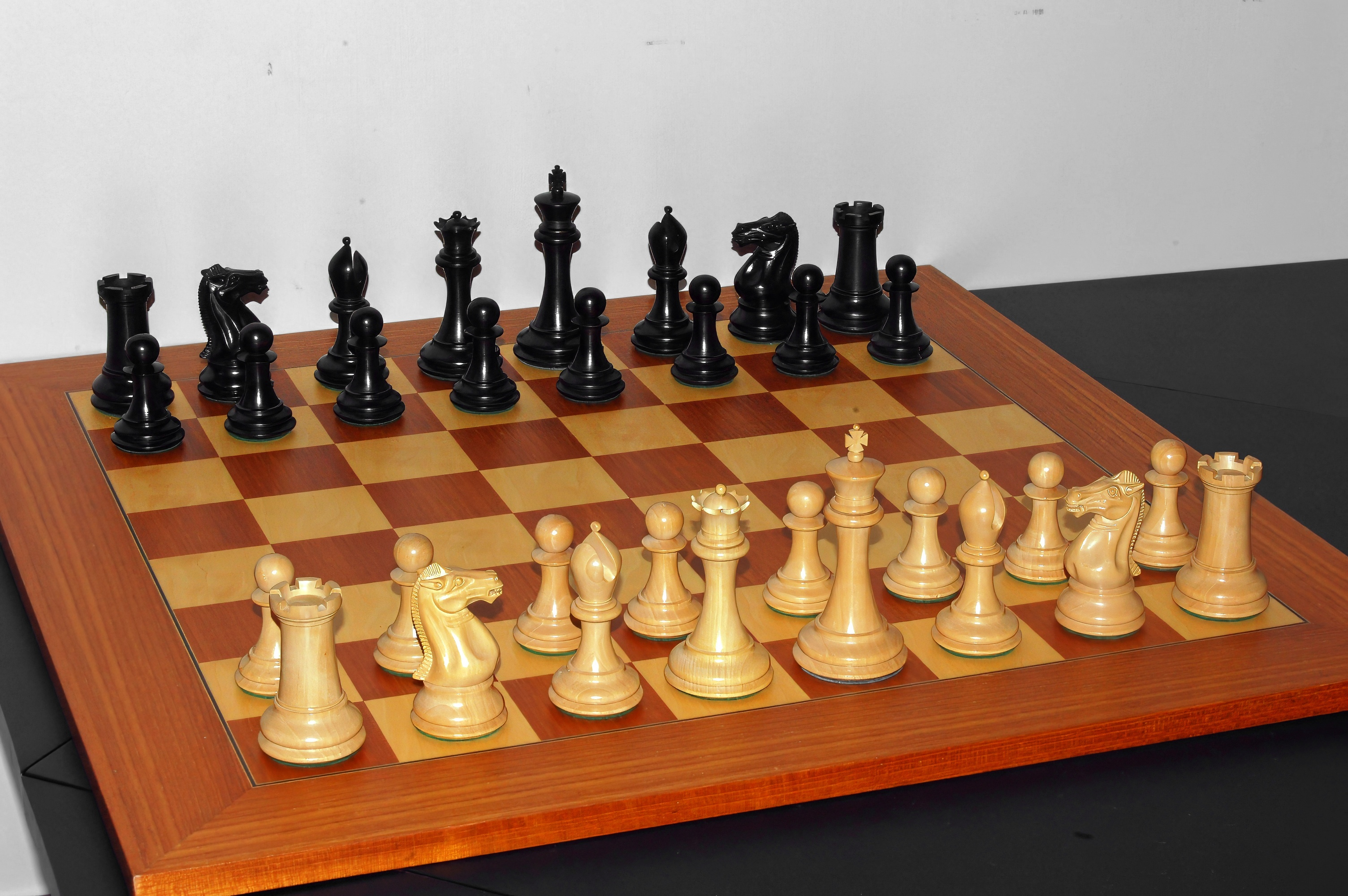
Il Comitato Olimpico Internazionale riconosce alcuni giochi da tavolo come sport, inclusi gli scacchi

In letteratura si trovano molti schemi di classificazione delle discipline sportive in funzione di diversi fattori:
- dispendio energetico;[32]
- aspetti fisiologici;[33]
- numero di partecipanti;[34]
- tipo di tecnica;[35]
- aspetti intrinseci delle discipline stesse.

Quest'ultima è una prima immediata classificazione delle varie specialità sportive:

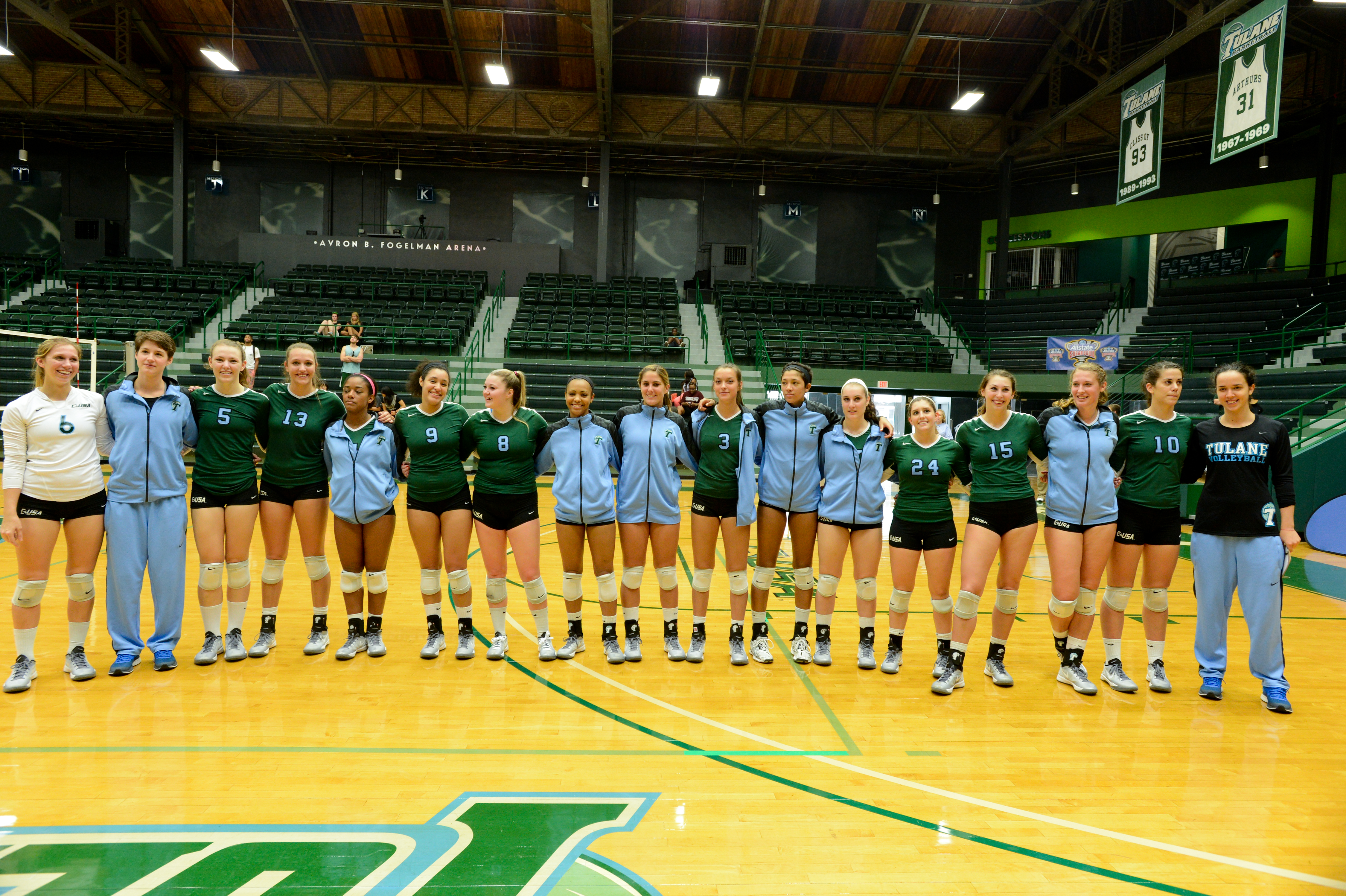
Squadra di pallavolo femminile di un'università americana

### In base al campo di gara
- Indoor - discipline praticate al chiuso (in arene apposite o palestre).
- Outdoor - sport praticati all'aperto, in cui la denominazione è generalmente omessa.
- Sport acquatici - discipline praticate in acqua.
- Sport invernali - praticati su ghiaccio o neve.
- Sport estremi - si svolgono in luoghi ritenuti estremi quali l'alta quota, il mare aperto, l'ambiente subacqueo e le aree climatiche polari o desertiche.[37] Questi sport richiedono, oltre a capacità fisiche, specifiche conoscenze dei luoghi in cui si praticano.[37][38]
- Sport da combattimento - praticati sul ring.

### In base al numero di praticanti
- Sport individuale - l'atleta gareggia per proprio conto (alcune discipline prevedono la variante di coppia).
- Sport di squadra - gli atleti gareggiano insieme componendo una squadra.

### In base all'attrezzatura
- Sport della racchetta - in cui agli atleti è data in dotazione una racchetta.
- Sport con palla - il cui svolgimento prevede l'uso di una palla, rientrando talvolta sotto la definizione di sport sferistici.
- Sport motoristici - in cui sono usati veicoli a motore.
- Sport remieri - in cui sono utilizzate imbarcazioni a remi.[37]
- Sport velici/nautici - in cui sono impiegate imbarcazioni sospinte dal vento.
- Sport aerei - in cui sono richieste le conoscenze di base di meteorologia e aerodinamica.[39]

### Sport con animali
- Sport equestri - in cui competono i cavalli.
- Sport cinofili - in cui competono i cani.

### Sport della mente
- Una menzione a parte meritano i cosiddetti «sport della mente» (gestiti dalla Mind Sports Organisation) quali scacchi e bridge, quest'ultimo in particolare affiliato al CONI e in attesa di ottenere il riconoscimento olimpico.[40]

### Classificazione tecnica
La classificazione tecnica più esaustiva delle specialità sportive è quella studiata dal Prof. Claudio Scotton che elenca e cataloga le specialità sportive suddividendole in famiglie omogenee secondo una classificazione relativa agli obiettivi della tecnica.
Lo sforzo tassonomico di classificazione in ogni dettaglio (il mezzo, il campo di gioco, i dispositivi adottati, la presenza di animali, l'impegno in combattimento ...) può diventare dirimente nella costruzione di un impianto logico razionalmente strutturato per permettere il confronto tra discipline esistenti e il riconoscimento di nuove emergenti.
In merito a questo argomento si rimanda alle due tabelle generali (N per le specialità sportive caratterizzate dalla prevalenza di abilità motorie sportive non stereotipate - S per abilità stereotipate) che, partendo dagli obiettivi fondamentali della tecnica sportiva (es. intuire situazioni tattiche adeguando la propria strategia e disorientando l'avversario, raggiungere il bersaglio nel modo più preciso ...) suddividono in macrofamiglie, famiglie, parametri e settori delle specialità sportive.
Di seguito vengono presentati due esempi di classificazione uno per le abilità stereotipate e uno per le abilità non stereotipate:
- TABELLA S
  - Obiettivo: raggiungere il bersaglio nel modo più preciso e col minor numero di errori.
  - Macro-famiglia: sport con prevalente impegno della precisione balistica.
  - Famiglie:
    1. con solo impiego delle mani o dei piedi (vedi bowling, bocce, boccette, frisbee)
    2. con impiego di attrezzo (vedi golf, carambola, goriziana, carabina, pistola ecc....).

  - Settore della specialità: S2PM ed S2 Pa.
- TABELLA N
  - Obiettivo: adeguare la tattica e la tecnica individuale/collettiva alle variazioni dell'ambiente, cercando di ottenere la miglior prestazione.
  - Macro-famiglia: sport con immediato adeguamento posturale e/o del mezzo all'ambiente.
  - Famiglie:
    1. Acqua
    2. Aria
    3. Terra
    4. Neve/ghiaccio.

  - Ulteriori Parametri: 
    1. con attrezzi propulsivi (esempio di famiglia terra: mountain bike downhill, go kart, windsurf su ruote, sci d'erba, motocross ecc....
    2. senza attrezzi propulsivi (esempio sempre di famiglia terra: free climbing, corsa campestre, orienteering, etc...).

  -  Settore della specialità: N1IH/cap N1IH/sap N1IA/cap N1IA/sap N1IT/cap N1IT/sap N1IN/cap N1IN/sap.

Per spiegare meglio il settore di specialità analizziamo alcune delle diciture sopra elencate:
- S2PM:
  - S: indica a quale tabella lo sport fa riferimento (S= abilità stereotipate).
  - 2: fa riferimento all'obbiettivo (2= raggiungere il bersaglio in modo preciso).
  - P: indica la macro-famiglia (P= precisione balistica).
  - M: identifica la famiglia (M= mani e piedi).
- N1IH/cap:
  - N: non stereotipate.
  - 1: adeguare la tattica, tecnica individuale e/o collettiva alle variazioni dell'ambiente, cercando di ottenere la miglior prestazione.
  - I: sport con immediato adeguamento posturale e/o del mezzo all'ambiente.
  - H: acqua.
  - cap: con attrezzi propulsivi.
- N1IT/sap:
  - N: non stereotipate.
  - 1: Adeguare la tattica e la tecnica individuale/collettiva alle variazioni dell'ambiente, cercando di ottenere la miglior prestazione.
  - I: sport con immediato adeguamento posturale e/o del mezzo all'ambiente.
  - T: terra.
  - sap: senza attrezzi propulsivi.

## Sport in situazione di handicap
Tra gli sport sono comprese anche tutte le attività sportive svolte in situazione di handicap.
Negli ultimi anni è aumentato l'interesse da parte del pubblico verso queste discipline, favorito da eccezionali prestazioni di atleti diversamente abili con un forte impatto mediatico.
La prima edizione dei Giochi paralimpici  (o Paraolimpiadi) è avvenuta a seguito della proposta del medico italiano Antonio Maglio di disputare nel 1960 a Roma, che nello stesso anno avrebbe ospitato la XVII Olimpiade.
Questo abbinamento con le Olimpiadi ha fatto sì che la conoscenza di questo tipo di sport crescesse sempre di più nel corso del tempo.
Le discipline sportive in situazione di handicap sono suddivise in diverse categorie in base al tipo di sport e alla disabilità dell'atleta (mentale/fisica), sotto la supervisione del Comitato Paraolimpico Internazionale.
Le categorie in cui sono suddivisi gli Atleti partecipanti alle Paraolimpiadi sono dieci suddivise in base al tipo di disabilità:

### Disabilità fisica
In cui sono previste le seguenti tipologie:
- Perdita o deficit di un arto;
- Riduzione del range di movimento;
- Differenza di lunghezza delle gambe;
- Statura bassa a causa di deficit muscolo scheletrici;
- Ipertonia per via di malattie che colpiscono il sistema nervoso centrale, riducendo la capacità di movimento dell'atleta;
- Atassia;
- Atetosi;
- Potenza muscolare, forza ridotta di un muscolo o un arto per diverse ragioni, come ad esempio a causa di una ferita spinale .

### Disabilità visive
- categoria nella quale possiamo trovare atleti non vedenti o ipovedenti.

### Disabilità intellettive
- Categoria alla quale appartengono atleti con significativi deficit nelle funzioni intellettive e limitazioni associate, ma solo ad alcuni Giochi paralimpici vi sono stati eventi per atleti con disabilità intellettive.[44]